# Bujanovac
Bujanovac (v srbské cyrilici Бујановац, albánsky Bujanoci) je město na jihu Srbska, v Preševské dolině. Nachází se 16 km jihozápadně od města Vranje. Administrativně spadá pod Pčinjský okruh. Známé je také díky nedalekým pramenům minerální vody. Jeho obyvatelé jsou Srbové, Romové a Albánci.
Bujanovac má strategickou polohu v blízkosti trati Niš-Skopje a dálnice spojující Srbsko s Makedonií. Nachází se jižně od města Vranje, v blízkosti od hranic s Kosovem.

## Historie
Poprvé byla osada zaznamenána pod názvem Gojanovci v dokumentu z roku 1379.
Město bylo během existence Osmanské říše řemeslnickým centrem, které vzniklo na odbočce z hlavního dopravního tahu z Makedonie na sever směrem do dnešního Kosova. Obyvatelstvo, které bylo od středověku pravoslavné, změnilo svojí etnickou i náboženskou strukturu na počátku 18. století. Po Stěhování Srbů v souvislosti s různými habsbursko-tureckými válkami odešla řada pravoslavných obyvatel dále na sever a na jejich místo se dosídlilo albánsky mluvící obyvatelstvo. Hospodářský rozvoj osady po dlouhou dobu brzdila existence nedalekého města Vranje. Až do 19. století zůstával Bujanovac víceméně větší vesnicí. To po osvobození bylo připojeno k Srbsku, zatímco Bujanovac se stal novým městem na turecké severní hranici, vzdálený pouhých 6 km od nově ustanovené linie.
Až po první balkánské válce bylo město připojeno k Srbsku a později se stalo součástí Jugoslávie. V lednu 1914 získal statut většího sídla (varošica). Hospodářský rozvoj zaostalé části regionu však probíhal teprve až v dobách existence SFRJ. V roce 1959 zde byla otevřena továrna Gumoplastika, která pomohla zprůmyslnit oblast. V roce 1981 zde žilo 11 789 obyvatel. V závěru 20. století byl v Bujanovaci také vyráběn nábytek, zpracovávan tabák, potraviny apod.
Roku 1938 byl vybudován místní pravoslavný kostel. Dochována je rovněž i historická mešita.[zdroj?]
V roce 1950 byla do města zavedena elektřina a v roce 1963 byl vypracován první urbanistický plán města Bujanovac. Roku 1976 město postihla povodeň, kterou nepřežila řada domů. Obyvatelé, kteří o své domy přišli vybudovali v blízkosti města novou osadu. V témže roce byla rovněž přebudována vodovodní a kanalizační síť. V 90. letech byla v souvislosti s válkou v Kosovu oblast Bujanovace a celé Preševské doliny předmětem ozbrojených střetů. Srbská armáda zde proto zřídila vojenskou základnu.
V roce 2015 bylo město jedním z center migrační krize, neboť odtud uprchlíci cestovali prostřednictvím autobusů nebo vlaků dále na sever.
Dne 7. března 2017 navštívil město albánský prezident Bujar Nishani.